# Elio D’Appolonia
Elio D’Appolonia, genannt D’App, (* 14. April 1918 bei Coleman, Alberta; † 30. Dezember 2015) war ein kanadisch-US-amerikanischer Bauingenieur (Geotechnik).
D’Appolonia wuchs in einer Kohleregion in Alberta auf, sein Vater hatte eine Baufirma. Er studierte an der University of Alberta mit dem Bachelor-Abschluss 1942 und dem Master-Abschluss 1946. Er wurde 1948 an der University of Illinois in konstruktivem Ingenieurbau promoviert. Danach ging er nach Pittsburgh an das Carnegie Institute of Technology und lehrte dort erst im konstruktiven Ingenieurbau (in dem er über Titan-Eigenschaften forschte) und dann in der Bodenmechanik und Grundbau. Dabei schuf er basierend auf seinem Herkommen aus dem konstruktiven Ingenieurbau einen interdisziplinären und kreativen problemlösungsorientierten Zugang zur damals als wissenschaftliche Disziplin noch relativ neuen Geotechnik. 1956 gründete er in Pittsburgh das Ingenieurbüro D’Appolonia (E. D’Appolonia Associates, später E. D’Appolonia Consulting Engineers, EDCE), das noch heute besteht und seinen Hauptsitz heute in Genua hat. Im Ingenieurbüro arbeiteten zu Hochzeiten 600 Angestellte. D’Apollonia widmete sich ganz dem Ingenieurbüro und stellte seine Vorlesungen in den 1950er-Jahren ein, hielt aber engen Kontakt zu seiner Universität, von der viele Absolventen in seinem Ingenieurbüro wirkten. 1988 ging er in den Ruhestand. In den 1980er-Jahren beriet er auch bei STS Consultants (Chicago).
1988 war er Terzaghi Lecturer. Er war Ehrendoktor der Carnegie-Mellon University (1983) und der Universität Genua (1988). D’Appolonia war seit 1977 Mitglied der National Academy of Engineering. 1991 erhielt er den Pickel Award und 1969 den Thomas A. Middlebrooks Award der ASCE, deren Ehrenmitglied er seit 1986 war. Er war Gründungsmitglied der Geoprofessional Business Association.
Er lebte mit seiner Frau Violet in Penn Hills, Pennsylvania. Das Paar hatte fünf Kinder.